# Nanna loloana
Nanna loloana là một loài bướm đêm thuộc phân họ Arctiinae, họ Erebidae.